# Missouri General Assembly

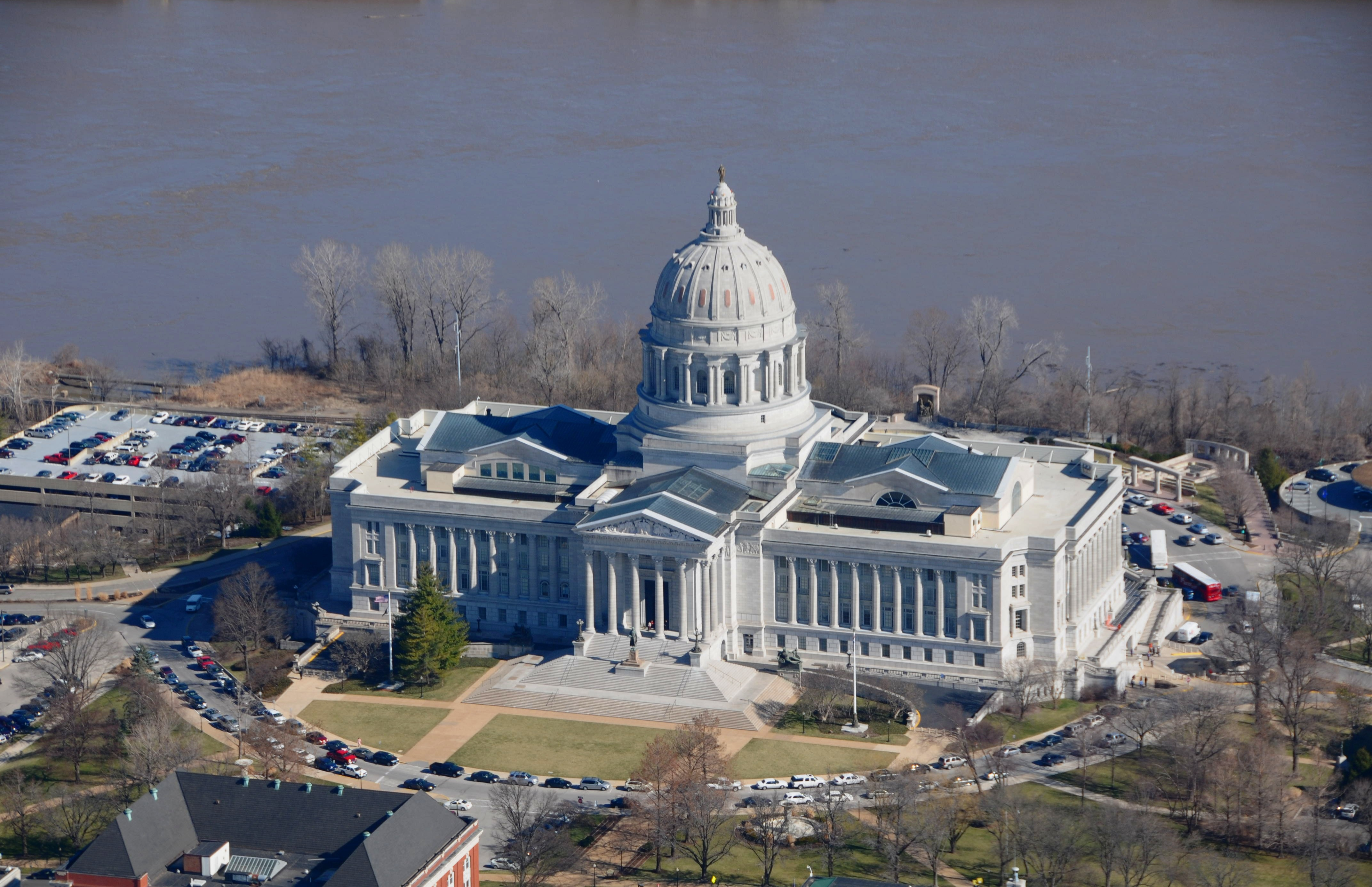
Die General Assembly tagt im Missouri State Capitol

Die Missouri General Assembly ist die State Legislature und damit die Legislative des US-Bundesstaats Missouri und wurde durch die staatliche Verfassung 1821 geschaffen. Sie besteht aus dem Repräsentantenhaus von Missouri, das als Unterhaus fungiert, sowie dem Senat von Missouri als Oberhaus. Die General Assembly tagt im Missouri State Capitol in Jefferson City, das auch Sitz des Gouverneurs und seines Stellvertreters ist.
Das Repräsentantenhaus besteht aus 163 Mitgliedern, der Senat aus 34. Das Repräsentantenhaus wird für zwei Jahre gewählt. Die Amtszeit der Senatoren beträgt vier Jahre, jeweils die Hälfte des Senats wird gleichzeitig mit dem Repräsentantenhaus gewählt. Der Wahltag fällt mit dem des Bundeskongresses zusammen. In jedem Wahlbezirk werden ein Senator und zwei Mitglieder des Repräsentantenhauses gewählt, für letztere hat jeder Wähler daher zwei Stimmen.
Wählbar sind US-Bürger, die seit mindestens einem Jahr in Missouri leben und im Wählerregister eingetragen sind. Das Mindestalter beträgt 30 Jahre für den Senat, 24 Jahre für das Repräsentantenhaus.
Die National Conference of State Legislatures (NCSL) ordnet die General Assembly von Missouri als „hybrid“ zwischen einem Vollzeit- und einem Teilzeitparlament ein. Mit einer Vergütung von 35.915 USD pro Jahr und 121 USD pro Sitzungstag (2020) liegen die Abgeordneten im Mittelfeld der Staatsparlamentarier.